# Тельчи
Тельчи (укр. Тельчі) — село в Колковской поселковой общине Луцкого района Волынской области Украины.
До 2020 года входило в Маневичский район.
Код КОАТУУ — 0723683505. Население по переписи 2001 года составляет 592 человека. Почтовый индекс — 44655. Телефонный код — 3376. Занимает площадь 24710 км².